# Comuna Căldăraru, Argeș
Căldăraru (în trecut, Strâmbeni) este o comună în județul Argeș, Muntenia, România, formată din satele Burdea, Căldăraru (reședința) și Strâmbeni.

## Așezare
Comuna se află în sudul județului, în Câmpia Găvanu-Burdea, pe malul drept al Teleormanului. Este străbătută de șoseaua națională DN65A care leagă Piteștiul de Roșiorii de Vede. La Căldăraru, acest drum se intersectează cu șoseaua județeană DJ679A, care duce spre vest la Bârla și spre est la Râca și Popești. Tot din DN65A, la Strâmbeni se ramifică șoseaua județeană DJ679C, care duce spre est la Izvoru și Mozăceni.

## Demografie
Componența etnică a comunei Căldăraru
     Români (95,64%)
     Alte etnii (4,36%)
Componența confesională a comunei Căldăraru
     Ortodocși (95,35%)
     Alte religii (0,15%)
     Necunoscută (4,51%)
Conform recensământului efectuat în 2021, populația comunei Căldăraru se ridică la 2.064 de locuitori, în scădere față de recensământul anterior din 2011, când fuseseră înregistrați 2.562 de locuitori. Majoritatea locuitorilor sunt români (95,64%). Din punct de vedere confesional, majoritatea locuitorilor sunt ortodocși (95,35%), iar pentru 4,51% nu se cunoaște apartenența confesională.

## Politică și administrație
Comuna Căldăraru este administrată de un primar și un consiliu local compus din 11 consilieri. Primarul, Ionuț Rîcanu[*], de la Partidul Național Liberal, este în funcție din 1 noiembrie 2024. Începând cu alegerile locale din 2024, consiliul local are următoarea componență pe partide politice:
|  | Partid                          | Consilieri | Componența Consiliului | Componența Consiliului | Componența Consiliului | Componența Consiliului | Componența Consiliului |
|  | ------------------------------- | ---------- | ---------------------- | ---------------------- | ---------------------- | ---------------------- | ---------------------- |
|  | Partidul Social Democrat        | 5          |                        |                        |                        |                        |                        |
|  | Partidul Național Liberal       | 5          |                        |                        |                        |                        |                        |
|  | Alianța pentru Unirea Românilor | 1          |                        |                        |                        |                        |                        |

## Istorie
La sfârșitul secolului al XIX-lea, comuna purta numele de Strâmbeni, făcea parte din plasa Teleorman a județului Teleorman și era formată din satele Strâmbeni și Căldăraru, precum și cătunul încă nerecunoscut oficial Adunați-Moșteni (Barza), având în total 2458 de locuitori. În comună existau o școală mixtă și trei biserici. Anuarul Socec din 1925 consemnează separarea satelor Burdea (denumirea  oficializată a cătunului vestic Adunați-Moșteni) și Căldăraru, care au format comuna Căldăraru, cu 1972 de locuitori. Comuna Strâmbu, rămasă cu satul de reședință, avea 2071 de locuitori. Ambele comune făceau parte din plasa Tecuci-Kalinderu a aceluiași județ.
În 1950, comunele au fost transferate raionului Roșiorii de Vede din regiunea Teleorman și apoi (după 1952) raionului Costești din regiunea Argeș. În 1968, comunele au trecut la județul Argeș și în același timp au fost din nou comasate, de această dată sub numele de Căldăraru.

## Personalități
- Ionel Stoicescu, sculptor.